# Эмо-Корт
Эмо-Корт (Emo Court) — палладианский усадебный дом в ирландском графстве Лиишь, расположенный неподалёку от деревни Эмо. Входит в число исторических зданий Ирландии.
Здание в стиле классицизма спроектировано в 1790 году ирландским архитектором Джеймсом Гэндоном по поручению Джона Доусона. Это единственный особняк, сделанный по проекту Джеймса Гэндона. В те годы Гэндон был занят работой в Дублине, и уделял мало времени проекту, это может являться одной из причин того, что строительство дома заняло в конечном счёте 70 лет. На сегодняшний день представляет собой исторический музей.

## Строительство
Когда заказчик — Джон Доусон, первый граф Портарлингтона, был убит во время восстания 1798 года, его новый дом ещё находился в стадии строительства. Его сын нанял новых архитекторов для продолжения строительства. Уже при втором графе Портарлингтона здание было пригодно для жилья, но спустя 47 лет, когда второй граф в возрасте 64-х лет умер, оно все ещё не было достроено. Великий голод в Ирландии чуть было не вынудил выставить дом на продажу, но третий граф сумел закончить дело своих отца и деда. Дом был достроен к 1860 году. Основные элементы особняка в целом совпадают с первоначальным проектом Джеймса Гэндона, но, несмотря на его участие в работе над проектом в течение 20 лет с 1790 года, сегодняшний вид дома не полностью соответствует изначальному замыслу.

## История
Расцвет великолепия дворового поместья «Эмо» пришёл на вторую половину XIX века, но времена менялись как в самой Ирландии, так и в династии Доусонов, графов Портарлингтона. В отличие от других богатых семей, привыкших жить в роскоши на унаследованное состояние, семья Доусон не сумела финансово удержаться на плаву. Накануне Первой мировой войны они переехали в Англию, а дом остался необитаем. В 1920 году поместье, превышающее 20 квадратных миль (52 км²), было продано Ирландской земельной комиссии. Сам дом после этого некоторое время не был заселен, но земля вокруг поместья была распределена между местными фермерами.
В 1930 году дом был приобретен иезуитами. Одним из первых священников-иезуитов, поселившихся в этом доме, был отец Браун, известный как великолепный фотограф — пейзажист и портретист-этнограф. При иезуитах поместье превратилось в продуктивную ферму и благоухающий сад, некоторая часть земли была отведена под игровое поле. В доме изменился интерьер, была пристроена часовня, отделана комната для заседаний. Вероятно, если бы не иезуиты, этот дом могла бы постигнуть судьба других громадных домов того времени: быть заброшенными и медленно приходить в упадок.